# Pentapodus caninus
Pentapodus caninus är en fiskart som först beskrevs av Cuvier, 1830.  Pentapodus caninus ingår i släktet Pentapodus och familjen Nemipteridae. Inga underarter finns listade i Catalogue of Life.